# Вустер (Арканзас)
Вустер (англ. Wooster) — місто (англ. town) в США, в окрузі Фолкнер штату Арканзас. Населення — 1042 особи (2020).

## Географія
Вустер розташований на висоті 97 метрів над рівнем моря за координатами 35°12′0″ пн. ш. 92°27′1″ зх. д. / 35.20000° пн. ш. 92.45028° зх. д. (35.199883, -92.450258).  За даними Бюро перепису населення США в 2010 році місто мало площу 7,44 км², уся площа — суходіл.

## Демографія
Згідно з переписом 2010 року, у місті мешкало 860 осіб у 303 домогосподарствах у складі 249 родин. Густота населення становила 116 осіб/км².  Було 317 помешкань (43/км²). 
Расовий склад населення:
| - 95,0 % — білих - 0,9 % — корінних американців - 0,7 % — азіатів |

До двох чи більше рас належало 2,4 %. Іспаномовні складали 1,6 % від усіх жителів.
За віковим діапазоном населення розподілялося таким чином: 29,1 % — особи молодші 18 років, 59,5 % — особи у віці 18—64 років, 11,4 % — особи у віці 65 років та старші. Медіана віку мешканця становила 36,4 року. На 100 осіб жіночої статі у місті припадало 94,6 чоловіків;  на 100 жінок у віці від 18 років та старших — 92,4 чоловіків також старших 18 років.
Середній дохід на одне домашнє господарство  становив 80 946 доларів США (медіана — 60 417), а середній дохід на одну сім'ю — 87 230 доларів (медіана — 77 222). За межею бідності перебувало 10,8 % осіб, у тому числі 7,6 % дітей у віці до 18 років та 3,8 % осіб у віці 65 років та старших.
Цивільне працевлаштоване населення становило 352 особи. Основні галузі зайнятості: освіта, охорона здоров'я та соціальна допомога — 23,0 %, виробництво — 11,1 %, фінанси, страхування та нерухомість — 8,5 %, роздрібна торгівля — 8,0 %.
За даними перепису населення 2000 року у Вустері мешкало 516 осіб, 154 родини, налічувалося 200 домашніх господарств і 214 житлових будинків. Середня густота населення становила близько 77 осіб на один квадратний кілометр. Расовий склад Вустера за даними перепису розподілився таким чином: 97,29% білих, 0,19% — чорних або афроамериканців, 0,78% — корінних американців, 0,58% — азіатів, 0,58% — представників змішаних рас, 0,58% — інших народів. іспаномовні склали 0,97% від усіх жителів міста.
З 200 домашніх господарств в 33,5% — виховували дітей віком до 18 років, 64,0% представляли собою подружні пари, які спільно проживали, в 10,0% сімей жінки проживали без чоловіків, 23,0% не мали сімей. 21,5% від загального числа сімей на момент перепису жили самостійно, при цьому 11,0% склали самотні літні люди у віці 65 років та старше. Середній розмір домашнього господарства склав 2,58 особи, а середній розмір родини — 3,01 особи.
Населення міста за віковим діапазоном за даними перепису 2000 року розподілилося таким чином: 23,4% — жителі молодше 18 років, 7,8% — між 18 і 24 роками, 28,9% — від 25 до 44 років, 26,9% — від 45 до 64 років і 13,0% — у віці 65 років та старше. Середній вік мешканця склав 39 років. На кожні 100 жінок у Вустері припадало 99,2 чоловіків, у віці від 18 років та старше — 98,5 чоловіків також старше 18 років.
Середній дохід на одне домашнє господарство в місті склав 35 063 долара США, а середній дохід на одну сім'ю — 39 375 доларів. При цьому чоловіки мали середній дохід в 30 438 доларів США на рік проти 24 063 долара середньорічного доходу у жінок. Дохід на душу населення в місті склав 15 421 долар на рік. 4,5% від усього числа сімей в окрузі і 9,0% від усієї чисельності населення перебувало на момент перепису населення за межею бідності, при цьому 15,4% з них були молодші 18 років і 9,7% — у віці 65 років та старше.